# Lazdona brzezinówka
Lazdona brzezinówka, kremata brzozówka (Brachionycha nubeculosa) – gatunek motyla z rodziny sówkowatych. Zamieszkuje krainę palearktyczną od Europy Zachodniej po Wyspy Japońskie. Gąsienice żerują na różnych drzewach i krzewach liściastych, najchętniej na brzozach.

## Taksonomia
Gatunek ten opisany został po raz pierwszy w 1785 roku przez Eugeniusa J.C. Espera pod nazwą Bombyx nubeculosa. Dwa lata później Johan Christian Fabricius opisał z Austrii ten sam gatunek pod nazwą Noctua centrolinea. W 1819 roku Jacob Hübner wyznaczył B. nubeculosa gatunkiem typowym nowego rodzaju Brachionycha.
W obrębie tego gatunku wyróżnia się 4 podgatunki:
- Brachionycha nubeculosa amurensis Draudt, 1934
- Brachionycha nubeculosa jezoensis Matsumura, 1928
- Brachionycha nubeculosa kullbergi Ronkay, Ronkay & Gyulai, 2011
- Brachionycha nubeculosa nubeculosa (Esper, 1785)

## Morfologia

### Owad dorosły

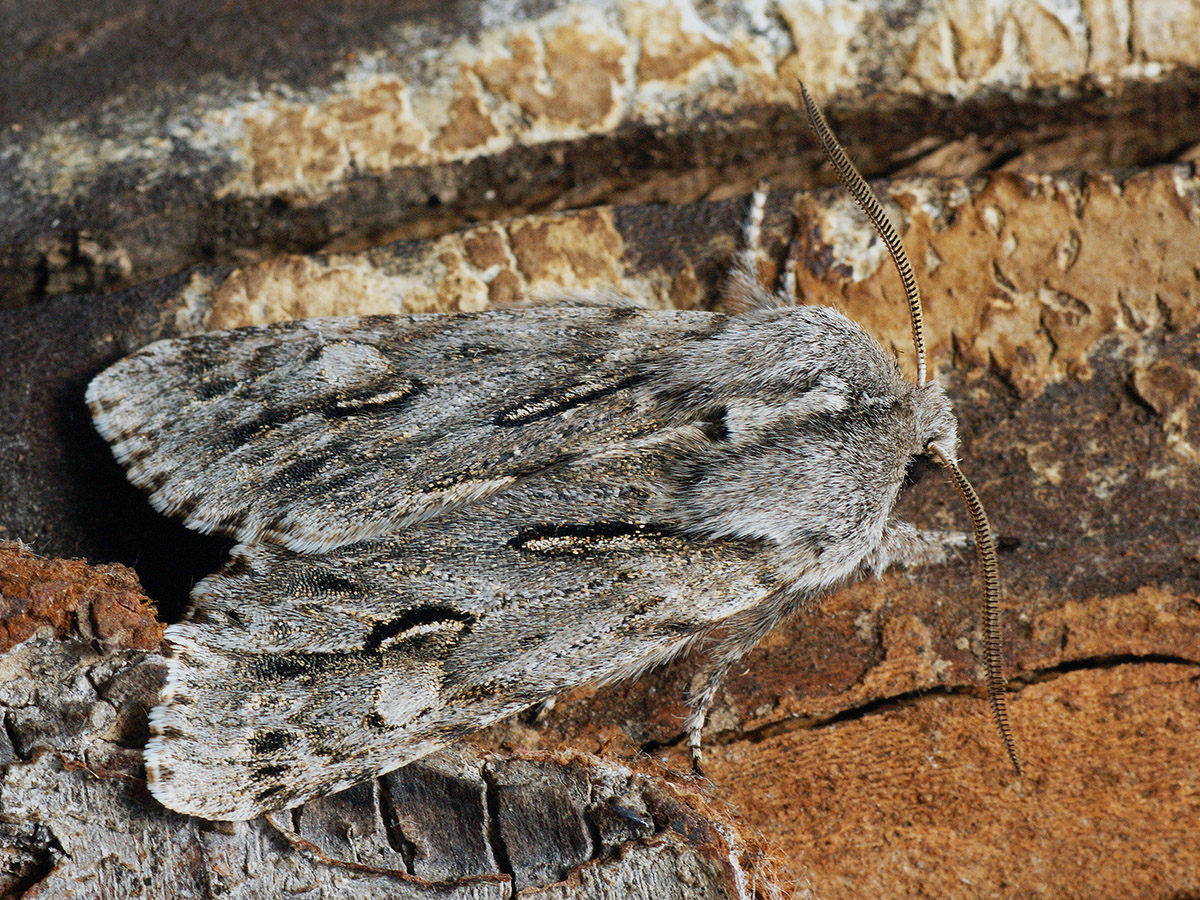
Imago w spoczynku, forma jasna

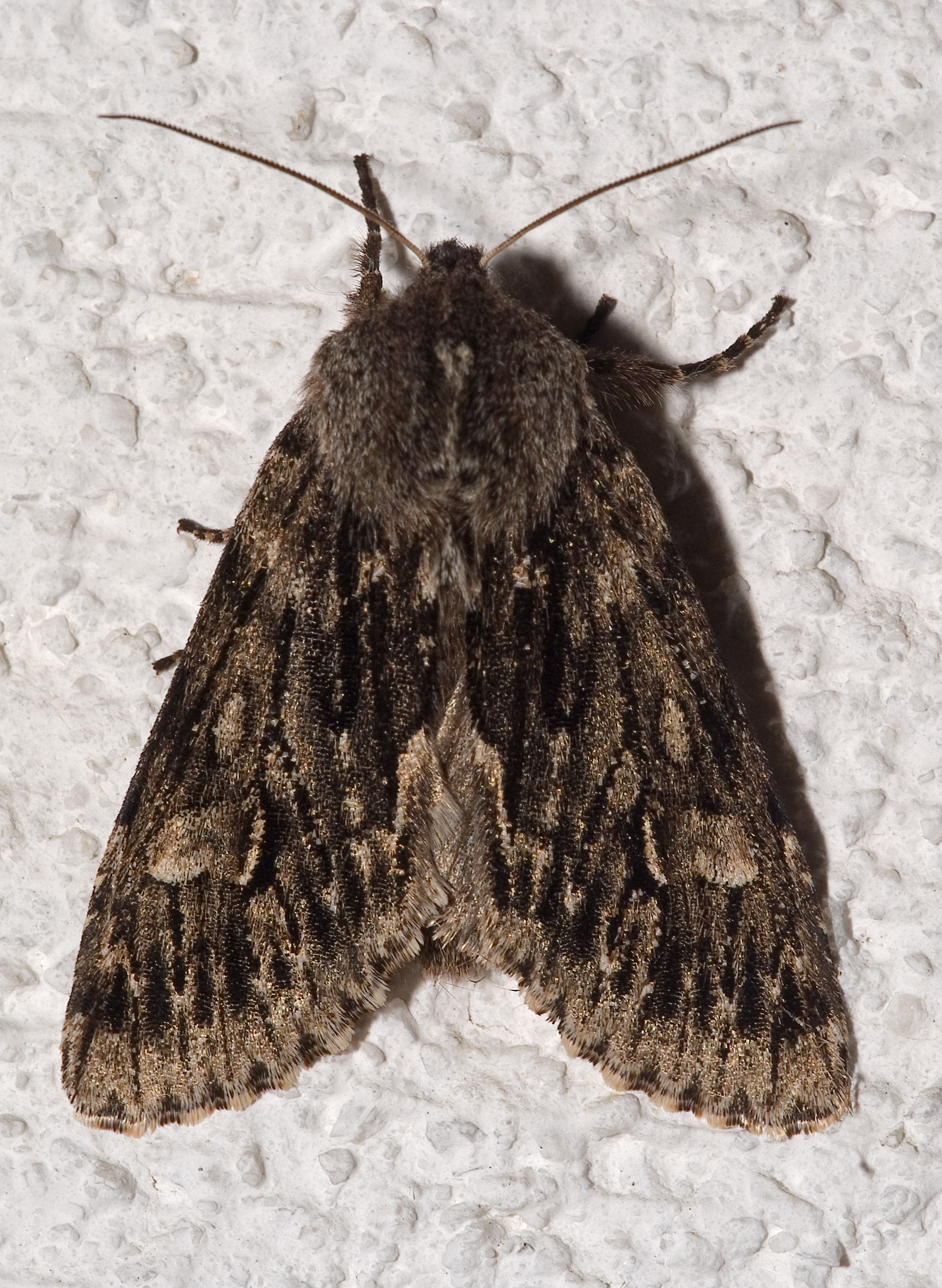
Imago w spoczynku, forma ciemna

Motyl ten osiąga od 45 do 60 mm rozpiętości skrzydeł. Ma stosunkowo małą głowę z krótką ssawką i płaskim czołem porośniętym odstającymi, włosowatymi łuskami. Czułki samicy są gładkie, samca zaś grzebykowate. Szeroki tułów ma trochę wysklepioną stronę grzbietową. Skrzydło przednie jest długie i stosunkowo wąskie, długości od 22 do 25 mm. Tło ma ubarwione zmiennie. U form najjaśniejszych jest głównie jasnoszare, zaś u najciemniejszych czarniawobrunatne. Kolorystyka bywa jednak stała w obrębie jednej populacji. Plamka nerkowata zawsze jest na nim wyraźnie widoczna. Linie poprzeczne skrzydła są czarno ząbkowane, często zatarte. Na strzępinie między żyłkami występują małe, czarne plamki o trójkątnym kształcie. Skrzydło tylne jest brązowoszare z ciemną plamą pośrodku. Odnóża są porośnięte gęstym owłosieniem. Odwłok jest obły i wydłużony, ubarwiony kasztanowobrunatnie.

### Stadia rozwojowe
Jajo ma kształt kulistawy ze spłaszczoną podstawą. Na chorionie występują słabo zaznaczone żeberka. Ubarwienie jaja jest ciemnorudobrązowe z niebieskawoszarym nakrapianiem.
Gąsienica ma ubarwienie zielone z żółtą linią grzbietową, często poprzerywaną oraz małymi, żółtymi brodawkami na bokach każdego segmentu. Po bokach trzeciego i ostatniego segmentu leży para grubych, żółtych pręg z rudym obrzeżeniem. Głowa jest jasnozielona. Przetchlinki są białe z ciemnym obrzeżeniem. Odnóża odwłokowe (posuwki) u młodej gąsienicy mają czarne plamkowanie, które po ostatniej wylince zanika całkowicie lub redukuje się do cienkich obwódek.
Poczwarka jest skórzasta. Kremaster jest długi, szypułkowaty i zaopatrzony w dwa kolce. Ubarwienie poczwarki początkowo jest brudnoczerwone. Gdy motyl jest już w niej wykształcony przybiera ona kolor grafitowy.

## Ekologia i występowanie
Owad ten zasiedla lasy liściaste, lasy mieszane, zagajniki brzozowe, zadrzewienia śródpolne, polany leśne, pobrzeża rzek, strumieni i jezior, parki i ogrody. Owady dorosłe pojawiają się wczesną wiosną, w zależności od warunków klimatycznych między drugą połową lutego a początkiem kwietnia, i latają do maja.
Gąsienice żerują od kwietnia do czerwca lub początku lipca. Są polifagicznymi foliofagami drzew i krzewów liściastych. Ich preferowanym pokarmem są młode brzozy, ale wśród ich roślin żywicielskich wymienia się także: czeremchę zwyczajną, dęby, kruszynę pospolitą, lipy, olchy, topole, wiązy, wiciokrzew pospolity i wierzby. Przepoczwarczenie następuje w glebie, w kokonie o wątłej konstrukcji. Poczwarka jest stadium zimującym i niekiedy zimuje dwu- lub nawet kilkukrotnie.
Gatunek palearktyczny. W Europie znany jest z Wielkiej Brytanii (na północ sięga po Szkocję), Francji, Belgii, Luksemburga, Holandii, Niemiec, Szwajcarii, Liechtensteinu, Austrii, Włoch, Danii, Szwecji, Norwegii, Finlandii Estonii, Łotwy, Litwy, Polski, Czech, Słowacji, Węgier, Białorusi, Ukrainy, Rumunii, Mołdawii, Bułgarii, Słowenii, Chorwacji, Bośni i Hercegowiny, Serbii, Macedonii Północnej oraz europejskiej części Rosji. Dalej na wschód rozprzestrzeniony jest przez Syberię, Rosyjski Daleki Wschód i północne Chiny po Koreę i Japonię. Zasięgiem swym omija koło podbiegunowe oraz rejony śródziemnomorski i czarnomorski. W Polsce jest owadem nierzadkim, spotykanym na terenie całego kraju i jedynym reprezentantem rodzaju.